# Ballymacelligott
Ballymacelligott (en irlandais : Baile Mhic Eileagóid,) est une paroisse civile du nord du comté de Kerry en république d’Irlande. Elle est située à 7 kilomètres à l'est de Tralee dans la baronnie (en) historique de Trughanacmy (en).

## Histoire
Une carrière a été ouverte pour la première fois à Ballymacelligott en 1811 comme source de matériaux pour la construction d'une caserne à Tralee.
L'église locale de l'Église d'Irlande (anglicane), la Ballymacelligott Church, a été construite en 1820, et est inscrite au registre des structures protégées (en) du conseil du comté de Kerry (en). C'est dans le Diocèse de Limerick et Killaloe. L'église catholique voisine, l'église de l'Immaculée Conception, se trouve dans le diocèse catholique romain de Kerry et a été décrite en 1837 comme étant un « grand bâtiment en ardoise »,.
Edenburn House, utilisée plus tard comme hôpital, se trouve également à Ballymacelligott.

## Démographie
En 1831, la population était de 3 535 habitants et en 1841, elle atteignait 4 058 habitants.

## Sports
Le club de handball gaélique de Ballymacelligott a été fondé en 1950. La région abrite également deux clubs de football, le Ballymac Celtic et le Ballymac Galaxy, qui jouent tous deux dans la Kerry District League (en).